# Borough londonien de Redbridge
Pour les articles homonymes, voir Redbridge.
Le borough londonien de Redbridge (« London Borough of Redbridge ») est un district du Grand Londres. Il fut créé en 1965 par fusion des deux districts d'Essex d'Ilford et de Wanstead et Woodford.
Il comprend notamment les quartiers de :
- Aldborough Hatch
- Aldersbrook
- Barkingside
- Clayhall
- Cranbrook
- Fairlop
- Fullwell Cross
- Gants Hill
- Goodmayes
- Hainault
- Ilford
- Little Heath
- Loxford
- Newbury Park
- Redbridge
- Seven Kings
- Snaresbrook
- South Woodford
- Wanstead
- Woodford
- Woodford Bridge
- Woodford Green